# Торгутский побег
Торгу́тский побе́г (каз. Шаңды жорық — «Пыльный поход») в литературе также встречаются термины: «Массовый исход калмыков в Китай в 1771 году»; «Переход калмыков из Восточной Европы в Центральную Азию»; «Последняя великая миграция кочевников»; «Великий исход» — массовое переселение в 1771 году волжских калмыков, среди которых преобладали торгуты, из пределов Российской империи в Цинскую империю.
Согласно источникам в Джунгарию смогли пробиться из 140—170 тысяч не более 70 тысяч калмыков (или не более 75 тысяч), которые были приняты маньчжурскими властями Китая и поселены на прежних джунгарских кочевьях.

## Причины
Геноцид джунгар (1758) в Цинском Китае привел к появлению в Калмыцком ханстве беженцев, которые агитировали за восстановление Джунгарского ханства. Одним из главных сторонников откочевки в Джунгарию был Цебек-Дорджи.
Во время правления ханов Дондук-Даши (1741—1761) и Убаши (1761—1771) российское правительство стало проводить политику ограничения ханской власти. В 1760-х годах в Калмыцком ханстве усилились кризисные явления, связанные с колонизацией земель русскими помещиками и крестьянами, сокращением пастбищных угодий, ущемлением прав правящей верхушки, вмешательством царской администрации в калмыцкие дела.
Снежной и морозной зимой 1767—1768 годов в калмыцких улусах начался падёж скота. Бедствия народа усилил указ 1768 года, запретивший продажу хлеба калмыкам в неустановленных местах. Начался массовый голод. Сокращение территории калмыцких кочевий правительственными указами вызвало истощение пастбищ. В улусах вновь начался падёж скота.
После устройства укрепленной Царицынской линии в районе основных кочевий калмыков стали селиться донские казаки. Сужение района кочевий обостряло внутренние отношения в ханстве. В этих условиях распространение получила идея возврата на историческую родину — в Джунгарию, находившуюся на тот момент под властью маньчжурской империи Цин.

## Предыстория
Переселение готовилось в течение ряда лет (1767—1770) торгутскими и хошутскими нойонами, а также высшим буддистским духовенством, которое составило астрологический прогноз, определив благоприятный для переселения год и месяц.
Осенью 1770 года Убаши, вернувшись с кавказского фронта Русско-турецкой войны, на восточном берегу реки Волги провел собрание, в котором участововали Цебек-Дорджи, Шеаренг, Бамбар, Даши-Дондук, Еремпель и шаджин-лама Лоузан-Джалчин. На собрании после произнесения торжественной клятвы «покинуть Россию и вернуться на восток на родину», и было принято решение начинать действовать в следующем 1771 году в году тигра.

## Состав
Во главе 10-тысячного войска впереди шли Бамбар, Шеаренг и Гунги, по бокам шли отряды по 5 тыс. каждый, на правом фланге под началом Акун-Абуши, левым флангом предводительствовал сын Бамбара — Церен-Делик, позади, под началом Убаши, шли остальные калмыки с их женами, детьми, скотом и имуществом. Всего вышло 33 000 или по другим данным 30 909, 30 000 кибиток или около 140 000—170 000 человек.

## Хронология
5 января 1771 года нойоны во главе с молодым наместником Калмыцкого ханства Убаши подняли улусы, кочевавшие по левобережью Волги, и начали свой переход на свою историческую родину — в Джунгарию.  Кочевавшие на западном берегу Волги и на Северном Кавказе калмыки (преимущественно дербеты) не смогли или не захотели присоединиться к миграции. Реакция российского правительства была относительно мягкой. Памятуя прошлые заслуги калмыков перед русским царем, посланные военные чины лишь упрашивали беглецов остаться. Так, был остановлен Эркетеневский улус.
18 января восставшие калмыки были уже на берегах реки Яик. Яицкие казаки не смогли остановить беглецов, которые сожгли и разгромили форты и крепости недавно созданной Яицкой линии на участке в 70 вёрст (крепости Кулагинскую, Калмыковую в Индерских горах, Сорочиковую (Сарайчиковую) и форпосты: Зеленовский, Атаманский, Красный Яр, Котельный, Харькинов и Гребенщиков) и в течение недели переправляли через Яик (Урал) свои семьи и скот.
27 января для противодействия перекочёвке калмыков правительство Екатерины II разослало циркуляр яицким казакам, губернатору в Оренбург и ханам подвластных казахских жузов. Нурали-хан требовал от русских пушек и драгунский полк для остановки продвижения калмыков. Генерал фон Траубенберг в своём отчёте правительству указал, что оставлять в помощь хану Нурали российскую артиллерию и драгунский полк означало бы их верную гибель и скептически оценивал возможности иррегулярного ополчения казахских ханов самостоятельно, без поддержки российских войск, остановить калмыцкое войско, которое, по его словам, имея собственную артиллерию и боевой опыт регулярной армии, свободно бы прошло на территорию бывших своих кочевий в Джунгарии.
18 февраля калмыки Убаши достигли берегов реки Эмбы. Спокойный отдых на Эмбе продолжался почти месяц: 15 марта калмыки подверглись первому нападению казахcкого отряда Яман-Кары, который был разгромлен. Стычки калмыков с казахами произошли на реках Орь и Сагыз.
12 апреля из Орской крепости (ныне Оренбургская область) вышел 7-тысячный корпус под командованием Траубенберга. Также вышли отряды из некоторых других городов, но их действия не имели успеха из-за позднего реагирования, недостатка продовольствия и фуража.
15 апреля калмыки миновали Мугоджарские горы (ныне Актюбинская область). 18 апреля Убаши попытался договориться с Нурали-ханом. Затем путь калмыков проходил через реку Тургай.
13 мая фон Траубенберг принял решение прекратить преследование Убаши и возвращаться в Усть-Уйскую крепость.
На реке Моинты (ныне Карагандинская область) казахи вновь атаковали калмыков. В этом сражении казахское ополчение Абылая насчитывало около 50 тыс. всадников. После этого калмыки стали обходить озеро Балхаш с севера.
В августе калмыки вышли к китайской границе на реке Или. Подданные Убаши были так ослаблены и измотаны, что им оставалось только ждать милости китайского императора Цяньлуна. По другой версии уже 24 июля калмыки были приняты в китайское подданство.

## Последствия
Этот поход обернулся национальной трагедией калмыков. В пути небольшой по численности калмыцкий этнос всего за год потерял погибшими в боях, от ран, холода, голода, болезней, а также пленными более 100 000 человек, лишился почти всего скота и имущества — основного богатства. Всего не более 70-75 тысяч калмыков достигли Цинской границы. Но встречается и резко другая точка зрения насчет числа дошедших калмыков, к примеру современные казахские источники оценивают число дошедших в 15-20 тысяч.
Китайскую границу калмыки пересекли в середине августа. Таким образом, путь от Волги до Китая они проделали за семь с половиной месяцев. Калмыки были встречены цинскими войсками и чиновниками. Император Цяньлун предписал принять новых подданных с примерным человеколюбием. Цинские власти поселили их в верховьях реки Или, снабдив их на первое время самым необходимым: рисом, чаем, хлебом, скотом и одеждой. Когда же окончательно разместили калмыков по кочевьям, тогда для обзаведения ещё было выдано им:
- Лошадей, рогатого скота и овец — 1 125 000 голов;
- Кирпичного чая — 20 000 ящиков;
- Пшеницы и проса — 20 000 чет;
- Овчины — 51 000;
- Бязей (белая бумажная ткань) — 51 000;
- Хлопчатой бумаги — 1500 пуд (24.5 тонны);
- Юрт — 400;
- Серебра — 400 пуд (6.5 тонны).

Принятие цинского подданства калмыками происходило без участия рядового населения. Согласно китайской политической традиции, принятие китайского подданства понималось как признание некитайской знатью своего вассалитета по отношению к китайскому императору, получение титула и инвеституры. Группа калмыцких аристократов во главе с Убаши была отделена от общей массы калмыков и по почтовым дорогам доставлена в Жэхэ.
Калмыцкая знать была радушно встречена в Жэхэ. Для них были устроены различные увеселения и банкеты; кроме того, в середине октября 1771 года калмыки были приглашены участвовать в императорской облавной охоте в Муране, что было великой честью, предоставлявшейся далеко не каждому цинскому феодалу. Правда, калмыки могли участвовать пока лишь в качестве наблюдателей: вероятно, император не вполне им доверял.
Убаши и другие нойоны были пожалованы маньчжурскими феодальными титулами. За Убаши был сохранен его ханский титул с пожалованием почетного звания «Зориггу» («Храбрый»). Цебек-Дорджи получил титул цинь-вана и почетное звание «Буянту» («Добродетельный»). Шеаренг удостоился титула цинь-вана с пожалованием ему почетного звания «Билигту» («Талантливый»). Бамбар также получил титул цинь-вана и почетное звание «Биширэлту» («Благословенный»).
В России территория, на которой кочевали калмыки, значительно сократилась: кочевья на восточном берегу Волги фактически были потеряны. Впоследствии эти земли заняли казахи. Калмыцкое ханство было упразднено. Позднее император Павел I в 1800 году восстановил Калмыцкое ханство, однако в 1803 году при Александре I оно было вновь упразднено.

## Память
- В китайской историографии возвращение торгутов рассматривается как «апогей Цинской династии» и заключительный этап «собирания земель и племен Центральной Азии»[21]. Об этих событиях в КНР сняты кинофильм《渥巴锡汗》«Убаши-хан» (2005) и 30-серийный телесериал《东归英雄传》«Герои возвращаются на восток» (2008).
- В 1837 году Томас Де Квинси опубликовал книгу «Восстание татар, или Побег калмыцкого хана и его народа из пределов России к границам Китая» (Revolt of the Tartars: Or, flight of the Kalmuck khan and his people from the Russian territories to the frontiers of China)[22], где рассказал о походе с прокитайской точки зрения в характерной цветистой манере с изобилием гипербол. Этот текст многократно переиздавался. На русский язык не переведён.
- В поэме Сергея Есенина «Пугачёв» (1921) откочёвке калмыков посвящена вторая из восьми глав произведения.
- «Асарай. Наказ богов» — исторический роман нидерландского востоковеда Карла Баркмана[нидерл.], опубликованный в 1997 году. Ещё в 1955 году в научной статье о побеге торгутов Баркман подвёл его итоги следующим образом[23]:

Обе группы, как оставшиеся, так и ушедшие, оказались под чужой властью, хотя, как показало будущее, последние пользовались большей свободой наслаждаться кочевой жизнью, хранить обычаи и исповедовать буддизм, чем их собратья на Волге. В любом случае торгуты перестали существовать как независимый народ.